# Panara arctifascia
Panara arctifascia är en fjärilsart som beskrevs av Butler 1874. Panara arctifascia ingår i släktet Panara och familjen Riodinidae. Inga underarter finns listade i Catalogue of Life.